# 宮川ひろ
宮川 ひろ（みやかわ ひろ、1923年3月15日 - 2018年12月29日）は、日本の児童文学作家。群馬県出身。金華学園教員養成所卒業。
長男は児童文学研究者の宮川健郎。

## 経歴
群馬県女子師範学校に進学するが病気のため中退を余儀なくされる。東京の金華学園教員養成所を卒業後、公立小学校教員（地方公務員）となる。この時期には学童集団疎開にもかかわった。
坪田譲治の講演を聴いたことで文学を志し、1965年に日本児童文学者協会が開講した「新日本童話教室」に参加。
同人誌『どうわ教室』をあまんきみこらと創刊したほか、雑誌『びわの実学校』に作品を投稿した。この時期には今西祐行の指導を受けていた。
1969年、『るすばん先生』でデビュー。小学校教員時代には産休補助教員を務めた経験があり、『るすばん先生』は産休補助教員を題材とした作品である。
2018年12月29日、老衰のため死去。

## 作風
学校や家庭など、日常の風景の中で子どもが大人と接し、お互いが時に相手を支えながら成長していくと評されている。古田足日は「現代のおとなの文学には、日常生活のこまごまとした悩みをどうとらえるかという読者の要求に応えていない広大な空白があり、その空白の一部を宮川作品や他の児童文学作品が埋めている」と記した。

## 著書

### 1970年代以前
- るすばん先生 ポプラ社、1969年 のち文庫
- りんごひろいきょうそう 小峰書店、1970年
- 木のぼり公園 あかね書房、1970年
- 春駒のうた 偕成社、1971年 のち文庫
- アーコも転校生 小峰書店、1972年　のちポプラ社文庫
- おかあさんはかんごふさん ポプラ社、1973年
- 先生のけっこん式 ポプラ社、1974年　のち文庫
- 地図のあるてがみ ポプラ社、1974年
- 四年三組のはた 偕成社、1975年 のち文庫
- かやののうた あかね書房、1976年
- 先生のつうしんぼ 偕成社、1976年 のち文庫
- はじまりはじまり 講談社、1977年
- チョコレートにはリボンをかけて ポプラ社、1977年
- 1年生っていいね ポプラ社、1978年
- 夜のかげぼうし 講談社、1978年
- おかあさんのつうしんぼ 偕成社、1979年　のち文庫
- たんじょうかいのプレゼント 新日本出版社、1979年
- 先生にはないしょ ポプラ社、1979年
- うんどうかいをはじめます 新日本出版社、1979年

### 1980年代前半
- えんそくのおみやげは 新日本出版社、1980年
- まねっこ1年生 ポプラ社、1980年
- ケヤキの下に本日開店です 金の星社、1980年 のちフォア文庫
- おとうさんにかんぱい 秋書房、1981年
- 先生のたなこになりたい日 銀河社、1981年
- 小さいおかあさん ポプラ社、1981年 のち文庫
- おとうさんのつうしんぼ 偕成社、1981年 のち文庫
- わたしのなまえはゆいこ 旺文社、1982年
- かんぽっくりでうんどうかい 講談社、1982年
- びゅんびゅんごまがまわったら 童心社、1982年
- 三十八人のおん柱祭り ポプラ社、1983年
- ゆうことふみばあちゃん あかね書房、1983年
- こうすけのおくりもの PHP研究所、1983年
- 校長先生のポケット 佼成出版社、1983年
- 先生の子どもになりたい日 ポプラ社、1984年
- おとうさんのおんぶ 偕成社、1984年
- つばき地ぞう 国土社、1984年
- ぼくはちいさいさかなやさん 岩崎書店、1984年

### 1980年代後半
- フミとあにいとつばきの木 国土社、1985年
- 東京へ帰る日まで 講談社、1985年
- こわがりやの2年生 ポプラ社、1986年
- おしゃれ教室いいにおい あかね書房、1986年
- おばあさんのつうしんぼ 偕成社、1987年
- 馬小屋のコマーシャル ポプラ社、1987年（シリーズ「わたしの動物記」）
- しあわせ色の小さなステージ ポプラ社、1988年
- いたずらいじわるへのかっぱ ポプラ社、1988年
- ゆうこはハナコのおかあさん 小峰書店、1988年
- あと五つねるとようちえん 真宗大谷派宗務所出版部、1988年
- おじいちゃんのつうしんぼ 偕成社、1989年
- いたずらいじわるおらやんた ポプラ社、1989年
- あしたから1年生 東本願寺出版部、1989年
- かぜひきごっこ 講談社、1989年
- なくなったつうしんぼ 偕成社、1989年
- 桂子は風のなかで 岩崎書店、1989年

### 1990年代前半
- さよならのなつやすみ ひくまの出版、1990年
- あきにいのおにごっこ 新日本出版社、1990年
- いたずらいじわるまいったほい ポプラ社、1990年
- 春待坂をのぼる 小峰書店《赤い鳥文庫》、1991年
- いたずらいじわるとおせんぼ ポプラ社、1991年
- 夕やけがくれたチュウ 国土社、1991年
- ありがとうをいっぱい 偕成社、1991年
- けんだまめいじんおみやげに 童心社、1992年
- 走れ!ブルートレインアパート号 ポプラ社、1992年
- とんとんのぼると、サッちゃんぶんこ 文渓堂、1992年
- いたずらいじわるせっせのせ ポプラ社、1992年
- 母からゆずられた前かけ 文渓堂、1993年
- 走れ!ブルートレインおばけ号 ポプラ社、1993年
- 先生、ひいきひいき ポプラ社、1994年
- あいあいがさの1年生 小峰書店、1994年
- さよならの白い煙黒い煙 ポプラ社、1994年

### 1990年代後半
- おはじき 岩崎書店、1995年
- 天使のいる教室 童心社、1996年 のちフォア文庫
- ぼく先生のこときらいです 偕成社、1996年
- 小さな学校の大きなおもいやり 学習研究社、1997年
- かあさんのエプロンポケットふたつ ポプラ社、1997年
- クロはぼくのいぬ にっけん教育出版社、1998年
- 天使たちのカレンダー 童心社、1998年
- ぼくの学校ぼくひとり ポプラ社、1999年
- しっぱいのれんしゅう PHP研究所、1999年

### 2000年代
- 天使たちのたんじょう会 童心社、2000年
- ピエロおじさんとあ・そ・ぼ ポプラ社《宮川ひろの学校シリーズ2》、2001年
- たんぽぽ先生あのね ポプラ社《宮川ひろの学校シリーズ3》、2001年
- てじなのかんげいかい PHP研究所、2001年
- おみやげっていいな PHP研究所、2003年
- ぼくらの教室先生三人 ポプラ社《宮川ひろの学校シリーズ4》、 2003年
- 文字のない絵本 ポプラ社、2003年
- みんなで7だんね ポプラ社、2004年
- さよならの日までに ポプラ社《宮川ひろの学校シリーズ5》、2004年
- お月見のよるには ポプラ社、2004年
- 春よこいこいホーホケキョ ポプラ社、2004年
- さくら子のたんじょう日 童心社、2004年
- きょうはいい日だね PHP研究所、2005年
- ほしまつりの日 ポプラ社、2005年
- おとまりのひなまつり ポプラ社、2006年
- 「おめでとう」をいっぱい PHP研究所、2007年
- あて名のない手紙 メディアパル、2007年
- しっぱいにかんぱい! 童心社、2008年
- うそつきにかんぱい! 童心社、2009年
- りんごひろいきょうそう 小峰書店、2009年
- ブーのみるゆめ ひかりのくに、2009年

### 2010年代
- さくらの下のさくらのクラス 岩崎書店、2010年
- ずるやすみにかんぱい! 童心社、2010年
- わたしの昔かたり 童話屋、2012年

## 賞歴
- 1978年：第8回赤い鳥文学賞（『夜のかげぼうし』）
- 1985年：第3回新美南吉児童文学賞（『つばき地ぞう』）
- 1990年：第30回日本児童文学者協会賞（『桂子は風のなかで』）
- 2005年
  - 第16回ひろすけ童話賞（『きょうはいい日だね』）
  - 第10回日本絵本賞（『さくら子のたんじょう日』）

## 映画化作品
いずれも日活児童映画。
- 四年三組のはた（1976年）
- 先生のつうしんぼ（1977年）
- お母さんのつうしんぼ（1980年）

## ドラマ化作品
いずれもこども傑作劇場。
- 四年三組のはた（1982年）
- お母さんのつうしんぼ（1982年）